# Бокшай Йосип Йосипович
Йо́сип Йо́сипович Бокша́й (2 жовтня 1891, с. Кобилецька Поляна Тисодолинянського повіту Марамороського округу Австро-Угорщини — 19 жовтня 1975, Ужгород) — український живописець, педагог. Заслужений діяч мистецтв УРСР (з 1951), член-кореспондент Академії мистецтв СРСР (з 1958), Народний художник України (1960), Народний художник СРСР (1963).

## Життєпис
Йосип Бокшай народився 2 жовтня 1891 року в селі Дертяньліґет, Марамороського округу, Австро-Угорської імперії (нині с. Кобилецька Поляна, Рахівського району Закарпатської області) у родині греко-католицького священика. Вчився у Академії образотворчих мистецтв в Будапешті (1910 — 1914) у Ревеса Імре. З 1918 працював в Ужгороді як художник і педагог. Багато уваги Бокшай приділяв вихованню мистецької молоді. Разом з Адальбертом Ерделі вперше на Закарпатті організував художню школу. Входив до складу Товариства діячів образотворчого мистецтва на Підкарпатській Русі.
Під час першої світової війни Йосип Бокшай був мобілізований рядовим до австро-угорського війська. 1915 року він потрапляє до російського полону. Після тривалих поневірянь Туркестаном Бокшай опиняється в Центральній Україні, де поміщик Н. Грабовський з Катеринославської губернії, побачивши талант молодої людини, надав у розпорядження художника бібліотеку, олійні фарби і створив умови для творчості. Тоді Йосип Бокшай посеред жахів війни починає створювати українські пейзажі, жанрові композиції, спілкуватися з селянами, їхніми родинами.
З 1951 до 1957 року Бокшай працював на посаді доцента Львівського державного інституту прикладного і декоративного мистецтва (нині — Львівська національна академія мистецтв). У цей період і протягом 1960-х-1970-х років майже жодна виставка, що відбувалася в межах СРСР, не обходилась без картини Бокшая.
Помер 1975 року в Ужгороді. Похований на цвинтарі «Кальварія» в Ужгороді..

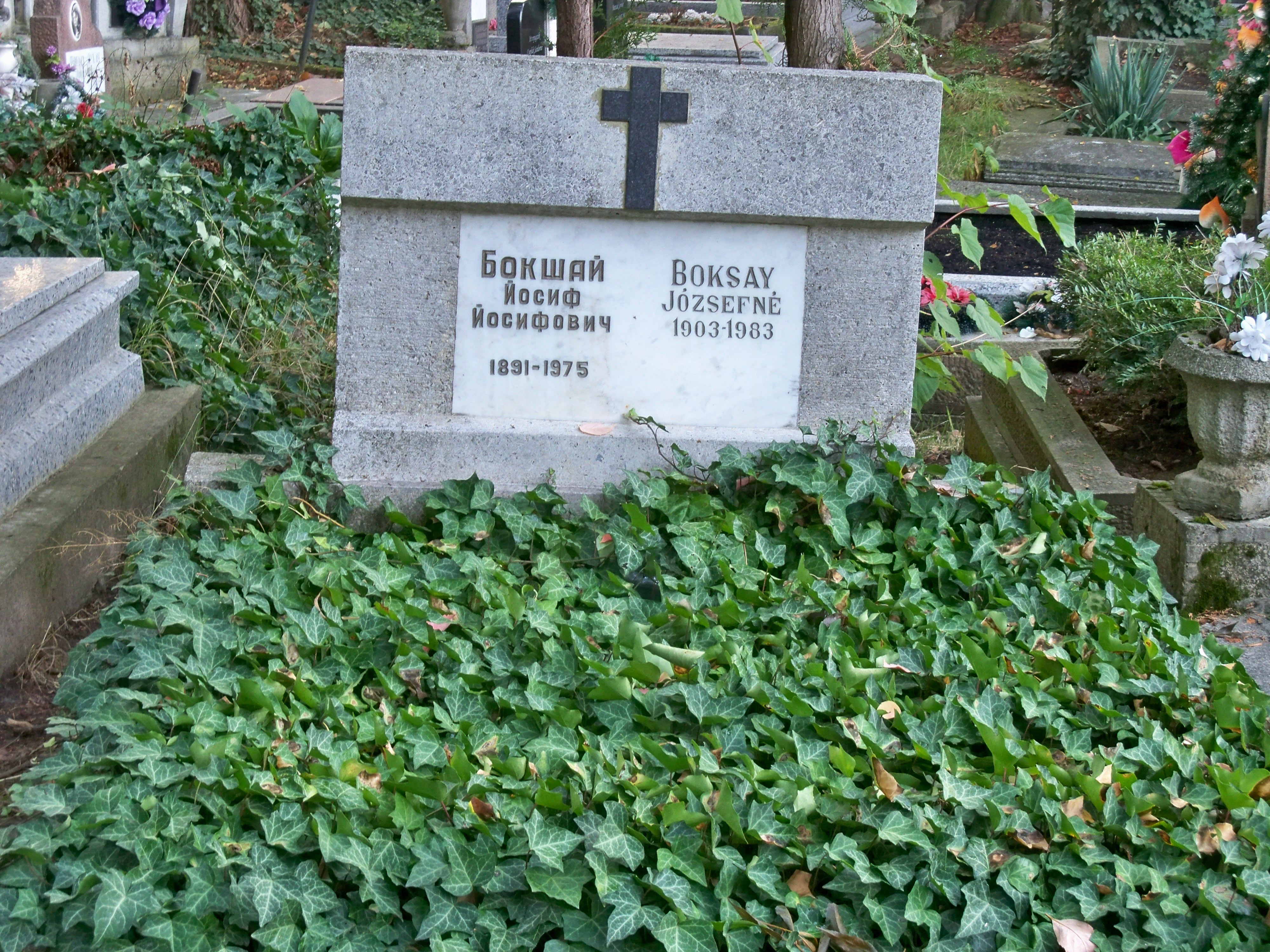
Могила Бокшая Й.Й

## Стиль і доробок
Художник широкого діапазону, Бокшай проявив себе у станковому і монументальному малярстві.
Бокшай — майстер пейзажу, але серед його творів є і жанрові картини, портрети, натюрморти. Ілюстрував, поміж іншим, художні книги (Антонія Бобульського та ін.)
Після війни Бокшай плідно працював над створенням величного образу природи рідного краю («Озеро в горах», 1946, «Синевир», 1952, «Полонина Рівна», 1954, та ін.). Романтикою пройняті картини «Бокораші», 1948, «Зустріч на полонині», 1957, що відображають народний побут і звичаї. Для творів Бокшая характерні оптимізм, емоційний, соковитий живопис, інтенсивний колорит.
На думку Ігоря Шарова, Бокшай — це холодний логік. Висока вимогливість, професіоналізм тісно спліталися у творах митця з безпосередністю, життєрадісністю, новизною світобачення. Майстер практично ніколи не доповнював і не переписував свої картини. Протягом творчого шляху Бокшая змінювалося його ставлення до пейзажних образів. Пейзажі, написані у 20-х роках ХХ століття відрізняються камерним, інтимним звучанням, а пізнішим роботам характерна епічність, монументальність, незважаючи на невеликі розміри робіт.
Персональні виставки відбувалися в Ужгороді (1962, 1963, 1971 роках) та у Києві (1978 рік).

## Діти
Син Йосип (1930—2002) — український та угорський живописець.

## Галерея

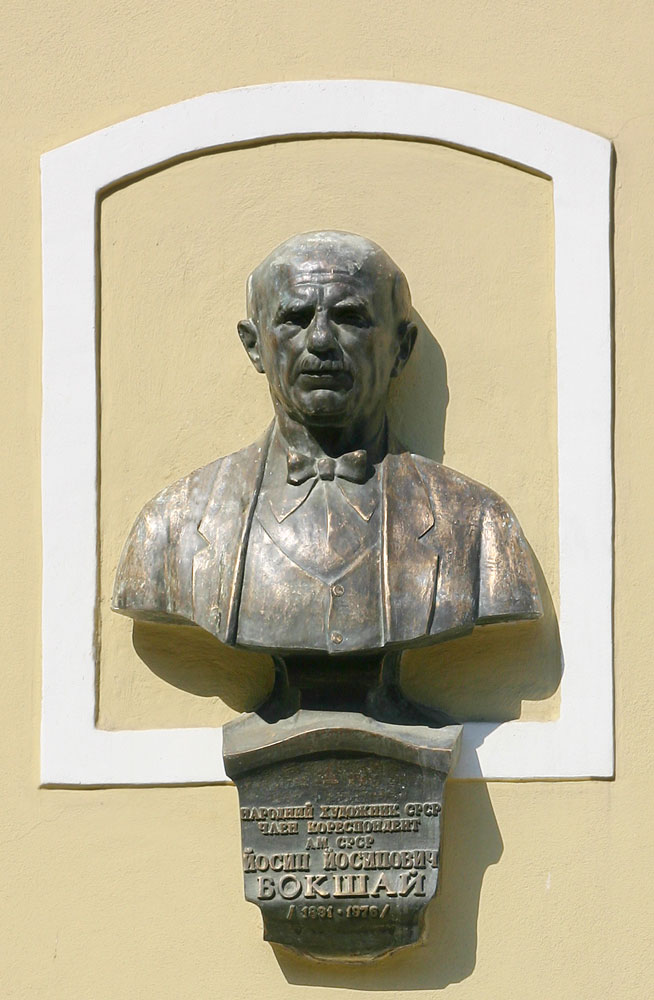
Погруддя Й. Бокшаю в Ужгороді
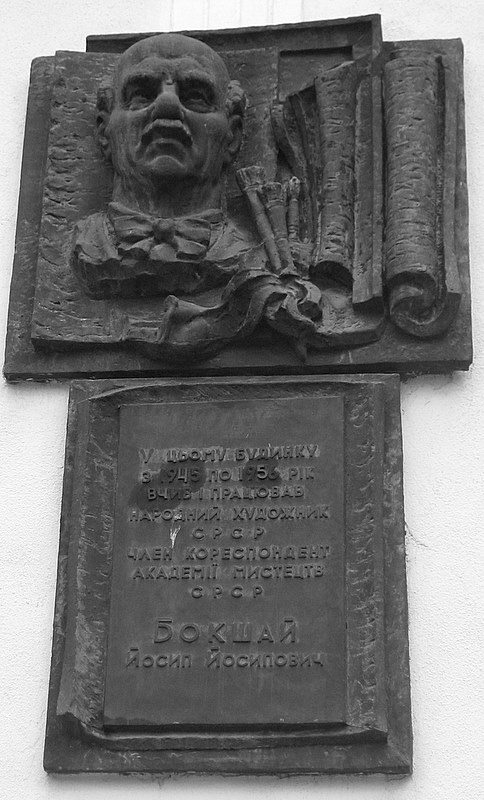
Меморіальна таблиця Йосипу Бокшаю в Ужгороді
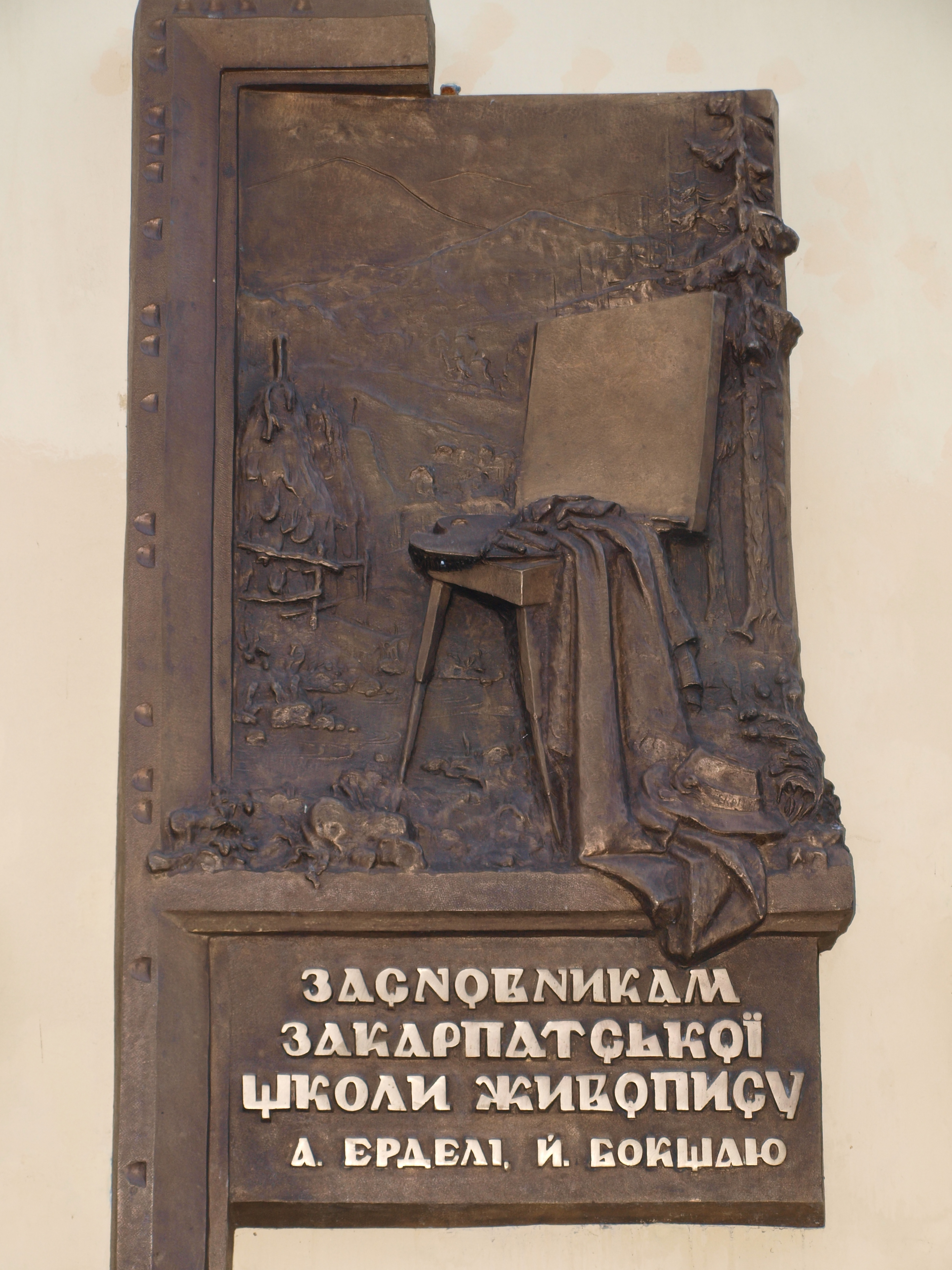
Пам'ятна таблиця на Будинку правління Ужанського комітату
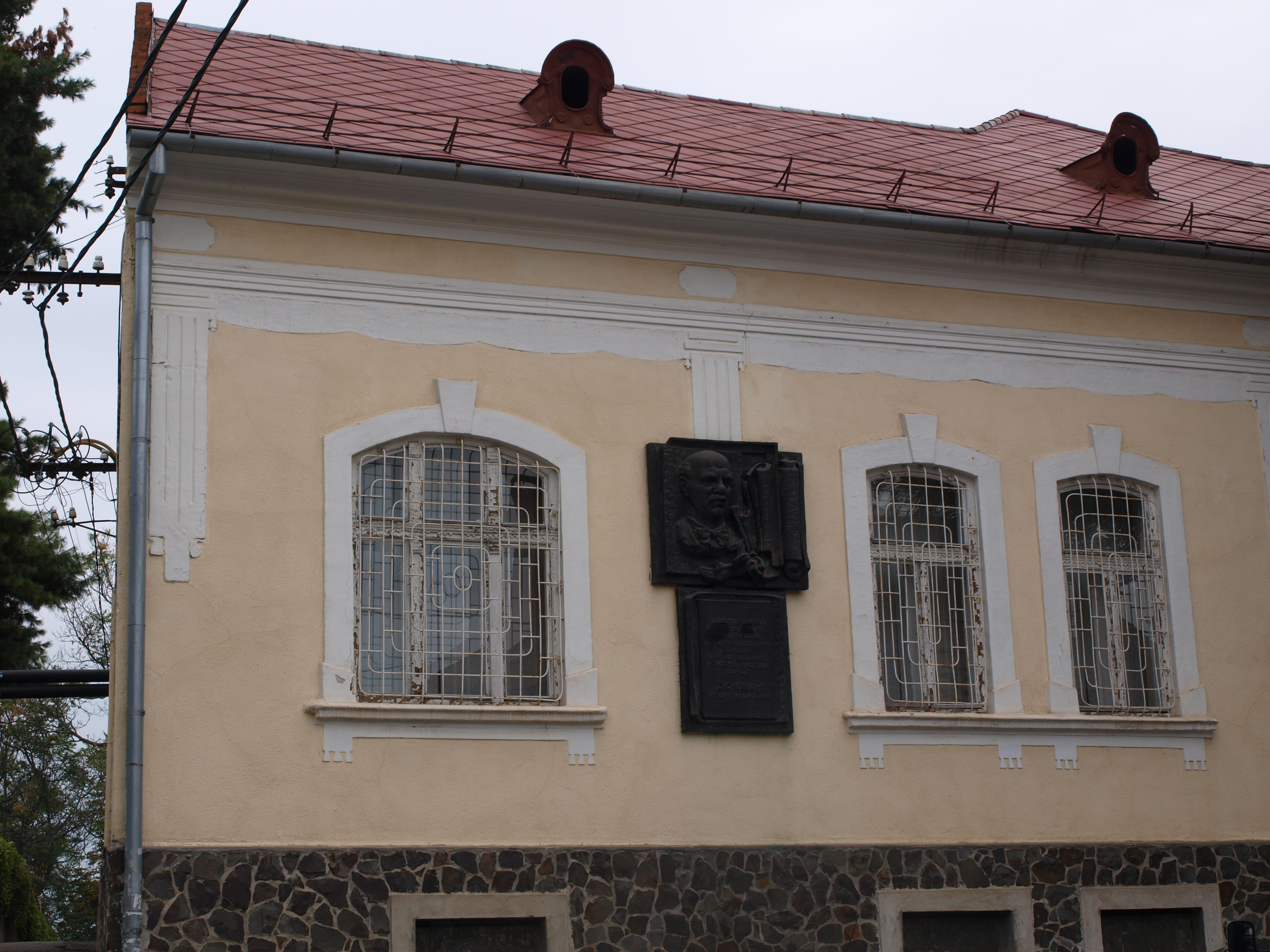
Будинок, в якому викладав Йосип Бошкай
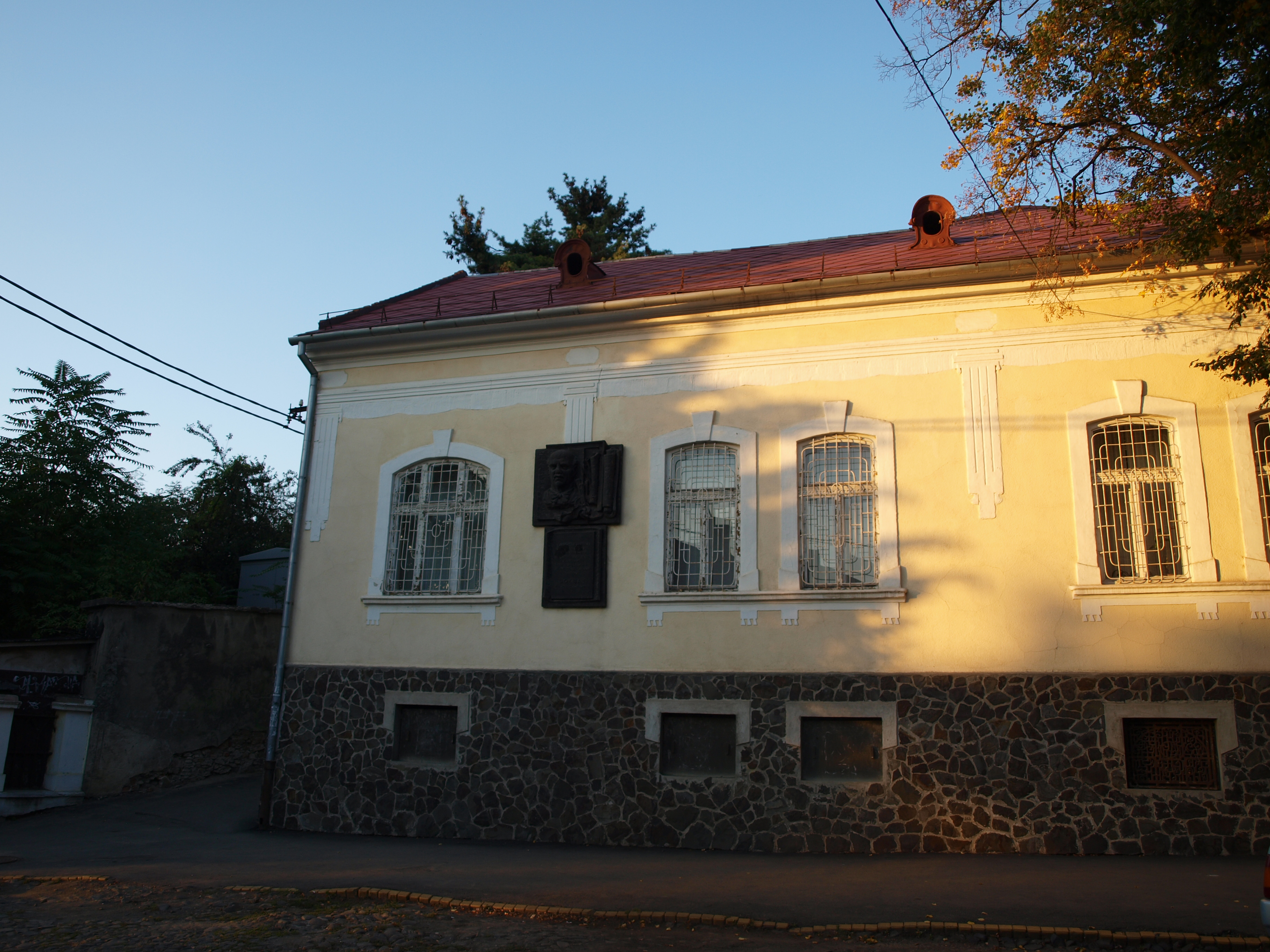
Будинок при вул. Капітульна, 11 в Ужгорді, в якому працював Й. Бошкай
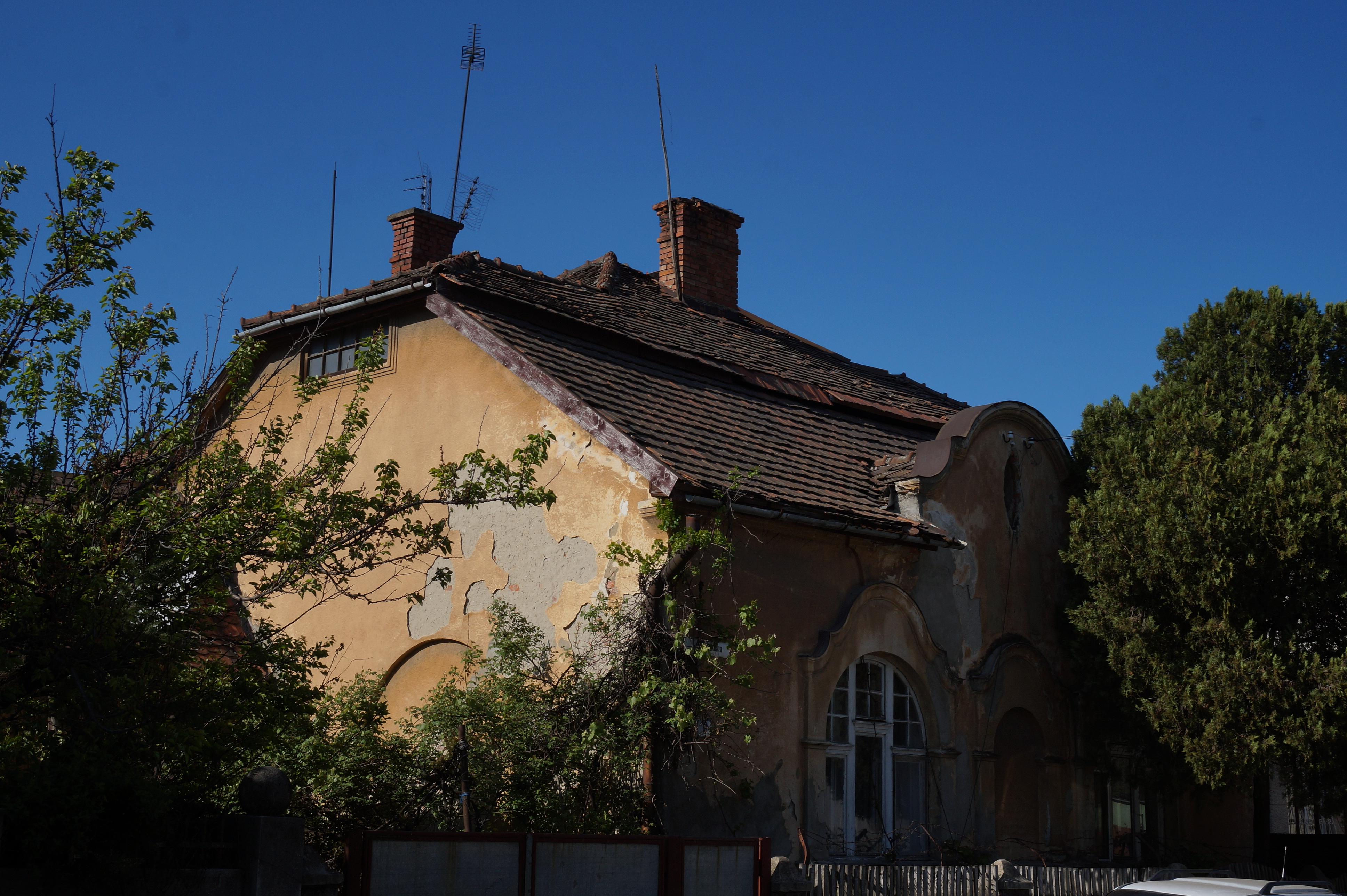
Будинок, в якому жив Бокшай. Ужгород, вул. Бокшая, 3
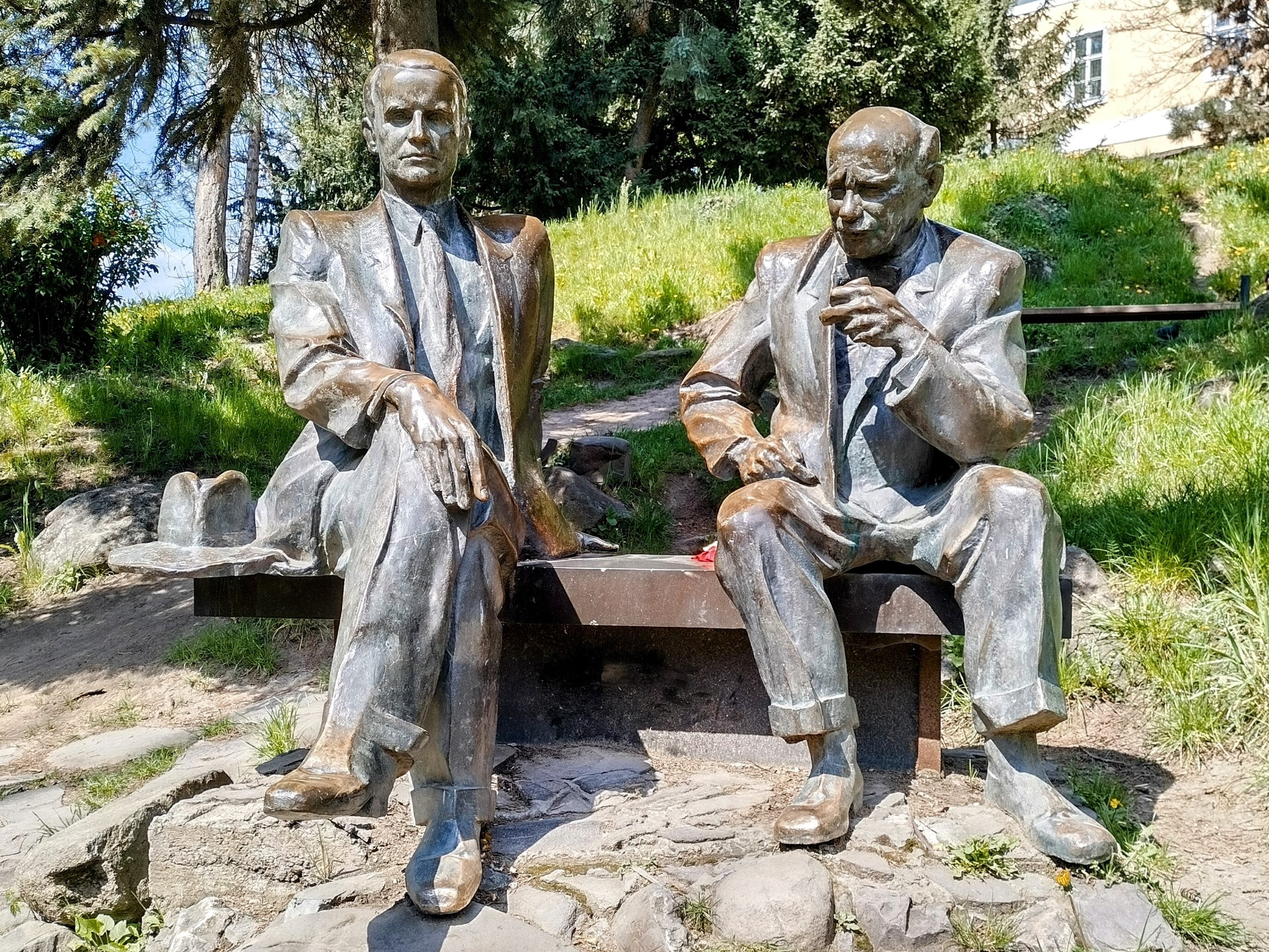
Пам'ятник Йосифу Бокшаю та Адальберту Ерделі в парку Альпінарій в Ужгороді